# Суханцева, Виктория Константиновна
Виктория Константиновна Суханцева (укр. Вікторія Костянтинівна Суханцева; 19 января 1949, Ворошиловград — 10 января 2019, Луганск) — советский и украинский философ-эстетик, культуролог, поэт и писатель. Основоположник советской и постсоветской философии музыки.

## Биография
Родилась в Луганске. Отец — заместитель редактора газеты «Ворошиловградская правда», мать — преподаватель музыки. В 1964—1968 годах — ученица Средней специальной музыкальной школы им. Гнесиных (специализация: фортепиано). Среди соучеников много выдающихся учёных и музыкантов с мировым именем, общественных деятелей и педагогов: И. А. Монигетти, А. В. Ивашкин, М. Секлер, Е. И. Кузнецова, А.Соколов, В. Ефимов.
В 1968—1973 годах — студентка фортепианного факультета Государственного музыкально-педагогического института имени Гнесиных. Диплом с отличием. В числе педагогов — профессиональных наставников: А. Л. Иохелес, В. П. Стародубовский, С. Р. Раппопорт, Г. И. Куницин, Р. К. Ширинян, Ю. Н. Рагс, К. К. Розеншильд, А. Д. Алексеев.</http://www.gnesin-academy.ru/node/44>
В 1969—1973 годах — студентка Литературного института им. А. М. Горького, отделение поэзии, стихотворения печатались в журнале «Юность», был выпущен собственный сборник поэзии.
В 1970 году вышла замуж за Евгения Васильевича Козлова, выпускника МГУ по специальности «философия», с которым счастливо прожила 35 лет.
В 1974 году вернулась в Ворошиловград и начала работать преподавателем государственного музыкального училища (класс фортепиано). В 1976—1994 годах — преподаватель Ворошиловградского государственного педагогического института им. Т. Г. Шевченко, с 1980 заведующая кафедрой теории, истории музыки и игры на музыкальных инструментах, с 1992 декан факультета музыки и музыкальной культуры.
В 1984 году защитила кандидатскую диссертацию на тему: "Гносеологический анализ роли ритма в процессе художественного творчества (присвоена учёная степень кандидата философских наук, специальность: «эстетика»). В 1991 — защита докторской диссертации на тему: «Категория времени в музыкальной культуре» (присвоена учёная степень доктора философских наук, первая на Украине по проблеме философии музыки).
В 1994—1997 годах ректор института повышения квалификации последипломного образования (ЛИПО).
С сентября 1997 года профессор кафедры философии ВНУ им. В. Даля. С июля 2000 года — зав. кафедрой мировой философии и эстетики ВНУ им. В. Даля. С 2001 — декан философского факультета. С 2003 — председатель Специализированного научного совета Д 29.051.05 по защите кандидатских и докторских диссертаций (специальности: «эстетика» и «философская антропология, философия культуры»). В 2010 году присвоено звание Заслуженный деятель науки и техники Украины.
Осталась в ЛНР, работала директором Института философии и психологии ЛНУ им. В. Даля, зав.кафедрой мировой философии и эстетики. Преподавала также в Луганской академии культуры и искусств имени Михаила Матусовского, была проректором по научной работе. С 2017 года руководила и входила в состав Высшей аттестационной комиссии ЛНР. При её участии были открыты диссертационные советы, состоялись защиты кандидатских и докторских диссертаций ЛНР.
Умерла 10 января 2019 года в возрасте 69 лет.

## Научно-педагогическая деятельность
В. К. Суханцева является основателем научной школы философии музыки. В 1991 году В. К. Суханцева защитила в Киеве докторскую диссертацию по теме «Категория времени в музыкальной культуре», которая была первой диссертацией в Советском Союзе по философии музыки. Все, кто защищается по близким темам сегодня, ссылаются на её монографии. Блестящее гуманитарное образование помогло Виктории Константиновне понять философию, открыть те точки соприкосновения между музыкой и философией, которые впоследствии стали центральной темой её научных интересов.
На счету Виктории Константиновны около трёхсот научных работ, три из которых — монографии. Благодаря Виктории Константиновне, сегодня в Луганске сформирована мощная научная школа, философский факультет ежегодно выпускает студентов-философов и аналитиков, 10 лет работает Научный Совет по защите докторских и кандидатских диссертаций по специальностям: «эстетика» и «философская антропология, философия культуры». «Самое сильное направление факультета — это эстетика, у нас лучшая в Украине школа по эстетике. На кафедре преподают философию и эстетику восемь докторов наук, в Киевском университете их всего два», — отмечает директор института философии и психологии В. К. Суханцева.

## Научные труды
Основная сфера научных интересов В. Суханцевой — философия культуры, философия музыки, эстетика. Этой тематике посвящено свыше трехсот научных работ, в которых освещаются философские аспекты анализа культуры. Неповторимый язык и стиль работ Виктории Константиновны покоряют своей поэтичностью и художественностью. Она, как блестящий оратор, умеет говорить доступно и легко о сложных философских проблемах. Являясь потрясающе эрудированной и интересной личностью, Суханцева — учёный поражает глубиной и прозорливостью своих идей.
Среди опубликованных книг:
- Суханцева В. К. Категория времени в музыкальной культуре
- Суханцева В. К. Музыка как мир человека (От идеи Вселенной — к философии музыки).
- Суханцева Виктория К.. Метафизика культуры. — К. : Факт, 2006. — 368с. — ISBN 966-359-112-9.